# Gołdap
Gołdap o Goldapp és una població i la seu del Comtat de Goldap al voivodat Warmià-Masurià de Polònia. està situada a la riba del riu Gołdapa entre (Szeski Garb, Seesker Höhen) i el bosc Puszcza Romincka. El 2007 tenia 15.600 habitants. El seu escut mostra la Casa de Hohenzollern i l'escut d'armes de Brandenburg.

## Història

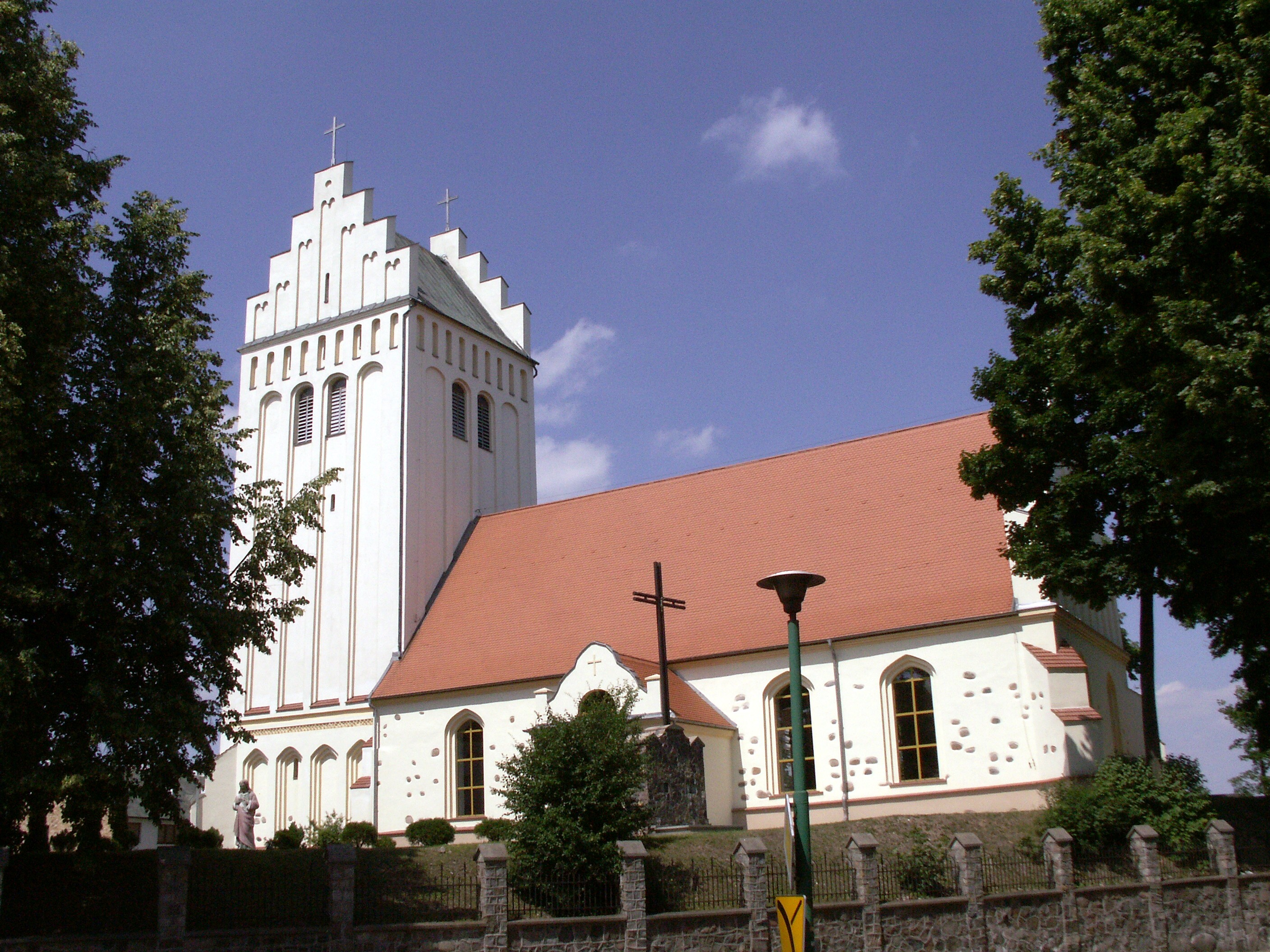
Co-catedral de Gołdap

Els masurians van començar a assentar-se a aquesta regió al segle xvi quan era part del Ducat de Prússia. L'assentament sistemàtic s'inicià l'any 1565 quan la població va ser fundada oficialment per Caspar von Nostitz el 15 de maig de 1570. Va passar a formar part del Regne de Prússia el 1701 i de l'Imperi Alemany el 1871.
Des de 1709-11 la Prússia oriental va patir de pesta bubònica i els morts van ser substituïts per pobles germànics suïssos i lituans.
Durant la Primera Guerra Mundial Goldap va ser escenari de forts combats i com a resultat va quedar gairebé completament destruïda. Després de la Guerra va ser reconstruïda.
Durant la Segona Guerra Mundial, va ser un punt d'entrada de l'Exèrcit Roig, va tornar a ser destruïda.
Després de la guerra va passar a ser part de Polònia (pels acords per la Conferència de Potsdam. Van ser expulsats els germano-parlants i substituïts per polonesos.